# Büsdorf
Büsdorf is een plaats in de Duitse gemeente Bergheim, deelstaat Noordrijn-Westfalen, en telt 1.390 inwoners (31 maart 2021).
Het dorp ligt aan de rand van de tot 205 meter hoge heuvelrug Ville, op 8½ kilometer ten oost-noordoosten van Bergheim-stad.
De rooms-katholieke, in 1895 gebouwde, neogotische Sint-Laurenskerk in het dorp bezit een crucifix dat in de 11e eeuw is gemaakt. De maker van dit crucifix heeft zich daarbij door het Kruis van Gero in Keulen laten inspireren.
Büsdorf wordt in het jaar 927 voor het eerst in een document vermeld. Vanwege de vruchtbare grond was het tot na de Tweede Wereldoorlog een tamelijk welvarend boerendorp.